# CH (이중음자)

Ch는 많은 언어가 쓰는 이중음자이다. 이 중 하나의 글자로 간주하는 언어는 차모로어, 슬로바키아어, 체코어, 벨로루시어라친카, 위크라이나어라튼카, 폴란드어, 과라니어, 웨일스어 등이다.

## 고지 소르브어
/kʰ/로 발음한다.

## 저지 소르브어
/ɡʱ/로 발음한다.

## 영어
보통 /tʃ/(예: cherry)로 발음하지만, 낱말에 따라 /k/(예: choir)나 /ʃ/(예: charade)로 발음하기도 한다. 묵음(예: yacht)이 되기도 한다.

## 브르타뉴어,프랑스어,포르투갈어
보통 /ʃ/로 발음하지만, 프랑스어에서는 그리스어가 어원인 단어에서 /k/로 소리난다.

## 독일어
/a, o, u/ 뒤에서는 /x~χ/(예: bach, doch, ucht)로, 다른 모음과 모든 자음 뒤에서는 /ç/(예: trichter)로 발음한다.

## 체코어,폴란드어,슬로바키아어
/x/로 발음한다.(예: chłopak(폴), chudák(체), chlieb(슬로))

## 과라니어
/ɕ/로 발음한다.

## 아일랜드어
/x/(연구개화)와 /ç/(경구개화)로 발음한다.

## 우즈베크어,나와틀어,오로모어,촐어,스와힐리어,와유어,쇼나어,야오어
/tʃ/로 발음한다.

## 웨일스어
/χ/로 발음한다.

## 오크어
/tʃ/로 발음하나, 방언에 따라 /ts/로 발음하기도 한다.

## 베트남어
첫소리에서는 /c/, 끝소리에서는 /jk̟̚/로 발음한다.

## 팔라우어
/ʔ/로 발음한다.

## 차모로어
/ts/로 발음한다.

## 코사어,줄루어
/kǀʰ/로 발음한다.

## 총가어
/tʃʰ/로 발음한다.

## 이탈리아어,루마니아어
/e, i/ 앞에서 무성 연구개 파열음(/k/)으로 발음한다.